# Mun Či-jun
Mun Či-jun (* 19. dubna 1971) je bývalá korejská zápasnice-judistka.

## Sportovní kariéra
Patřila k průkopnicím ženského vrcholového juda v Jižní Koreji. V jihokorejské reprezentaci se pohybovala od svých 15 let v těžké váze nad 72 kg. Připravovala se na univerzitě v Jonginu. V roce 1988 se účastnila ukázkové disciplíny ženského juda na olympijských hrách v Soulu. V roce 1991 se ziskem titulu mistryně světa kvalifikovala na olympijské hry v Barceloně v roce 1992. Na olympijský turnaj však nevyladila optimálně formu a vypadla v úvodním kole s Němkou Claudii Weberovou po taktické bitvě na šido. Sportovní kariéru ukončila po Asijských hrách v roce 1994.

## Výsledky

### Váhové kategorie
| Turnaj            | 1987       | 1988       | 1989       | 1990       | 1991       | 1992       | 1993       | 1994       |
| Turnaj            | 16         | 17         | 18         | 19         | 20         | 21         | 22         | 23         |
| Turnaj            | těžká váha | těžká váha | těžká váha | těžká váha | těžká váha | těžká váha | těžká váha | těžká váha |
| ----------------- | ---------- | ---------- | ---------- | ---------- | ---------- | ---------- | ---------- | ---------- |
| Olympijské hry    |            | úč.        |            |            |            | úč.        |            |            |
| Mistrovství světa | úč.        |            | úč.        |            | 1.         |            | —          |            |
| Asijské hry       |            |            |            | 3.         |            |            |            | —          |
| Mistrovství Asie  |            | 3.         |            |            | —          |            | —          |            |

### Bez rozdílu vah
| Turnaj            | 1987 | 1988 | 1989 | 1990 | 1991 | 1992 | 1993 | 1994 |
| Turnaj            | 16   | 17   | 18   | 19   | 20   | 21   | 22   | 23   |
| ----------------- | ---- | ---- | ---- | ---- | ---- | ---- | ---- | ---- |
| Mistrovství světa | —    |      | 5.   |      | úč.  |      | 3.   |      |
| Asijské hry       |      |      |      | 2.   |      |      |      | 3.   |
| Mistrovství Asie  |      | 2.   |      |      | —    |      | —    |      |